# Заблоцький Іван Васильович
Іва́н Васи́льович Забло́цький (30 червня 1996 — липень 2022, Донецька область, Україна) — український військовослужбовець, старший солдат Збройних сил України, учасник російсько-української війни. Кавалер ордена «За мужність» III ступеня (2023, посмертно), почесний громадянин міста Тернополя (2022, посмертно).

## Життєпис
Іван Заблоцький народився 30 червня 1996 року.
Загинув у липні 2022 року в ході російського вторгнення в Україну 2022 року на Донеччині.

## Нагороди
- орден «За мужність» III ступеня (9 січня 2023, посмертно) — за особисту мужність і самовідданість, виявлені у захисті державного суверенітету та територіальної цілісності України, вірність військовій присязі[1];
- почесний громадянин міста Тернополя (22 серпня 2022, посмертно)[2][3].